# Louis Brennan
Louis Brennan, född den 28 januari 1852 i Castlebar, Mayo, död den  17 januari 1932 i Montreux, var en irländsk uppfinnare.
Brennan vistades 1861–1880 i Melbourne i Australien. Han ägnade sig tidigt åt konstruktion av torpeder och gjorde värdefulla uppfinningar inom området. Han var 1887–1896 superintendent för Government Brennan Torpedo Factory och kvarstod som detta företags konsulterande ingenjör till 1907. Under de följande åren var Brennan sysselsatt med utarbetande av gyro monorail, som är ett system för enspåriga järnvägar, grundat på gyroskopprincipen. Han togs under första världskriget i anspråk för ansvarsfulla arbeten inom ammunitionsministeriet och inom flygväsendet. Från 1919 var han anställd vid brittiska luftfartsministeriet. 